# Neacșův dopis

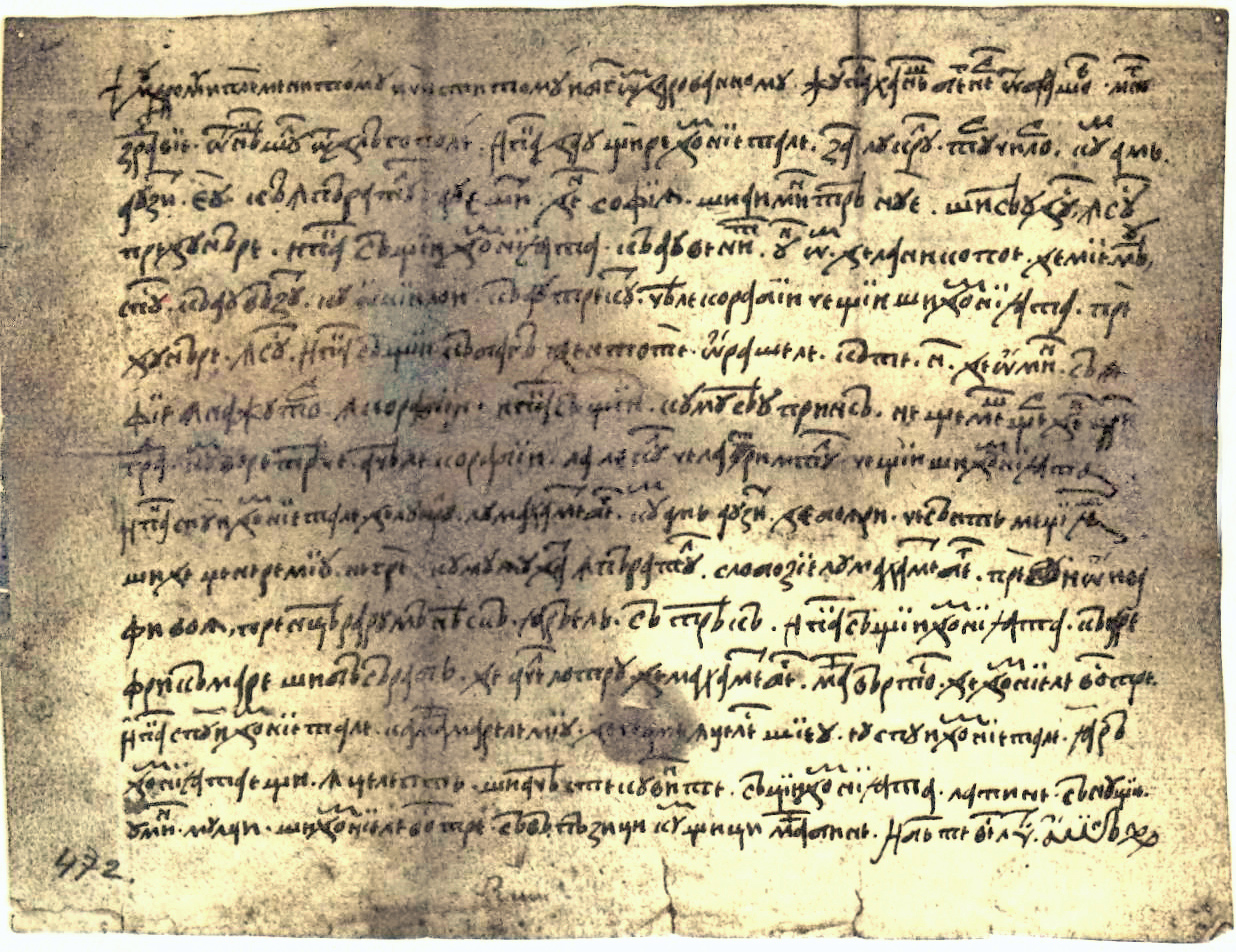
rukopis dopisu

Neacșův dopis (rumunsky obvykle nazýván scrisoarea lui Neacșu de la Câmpulung) je nejstarší dochovaný dokument psaný v rumunštině, který může být věrohodně datován.
Je psán soudobou hovorovou rumunštinou v cyrilici, úvodní a závěrečný pozdrav je psán církevněslovansky, v rumunštině jsou přítomny různé slovanské výrazy.
Bojar Neacșu Lupu z Câmpulungu (který označuje slovansky jako Dlăgopole) v něm varuje starostu Brašova Johanna Benknera (jehož jméno porumunšťuje na Hanăş Bengner) před blížícím se tureckým vpádem. Líčí, co mu řekl "jeden muž z Nikapole" a co se doslechl od jiných bojarů, že sultánovo vojsko vytáhlo na Dunaj. Předkládá starostovi svá zjištění a v závěru ho vybízí, aby si je nechal pro sebe, ale zařídil se podle nich.
Dopis není opatřen datem, z historických událostí, které jsou v něm zmíněny, ho můžeme datovat do sklonku června roku 1521.
Dokument objevil v roce 1894 brašovský archivář Wilhelm Stenner, v současné době je umístěn v Muzeu tisku a starých rumunských knih v Târgoviști.